# Tudser
Tudser (Bufonidae) er en familie af springpadder. De kendes fra frøer på deres mere kluntede kropsform, de kortere bagben og den meget vortede hud. Det er nogle af de mest almindelige padder i Danmark, og de er i øvrigt udbredt i alle verdensdele bortset fra Antarktis og Australien. Tudser er dog blevet indført til Australien i det 20. århundrede og er nu vidt udbredt.

## Udseende
Tudser er i reglen kendelige på den plumpe krop, de korte ben og den tykke hud, der oftest er vortet af talrige kirtler. Hovedet er fladt, bortset fra de store fremspringende øjne. Snuden er but og munden mangler helt tænder. Pupillen har en liggende oval form.
Den største europæiske tudse er skrubtudsen, hvor en hun kan blive cirka 10-12 cm lang og en han 7-8 cm lang.

## Levevis
Tudser er udprægede natdyr, der om dagen holder sig skjult, nedgravet mellem sten eller i jordhuller og lignende. Nogle arter af tudser bevæger sig langsomt kravlende, mens andre kan bevæge sig hurtigt i løb som eksempelvis strandtudsen (Bufo calamita). Føden består udelukkende af mindre dyr, insekter, orme og snegle, aldrig planteføde.
De danske tudsearter lægger deres æg som lange strenge, til forskel fra frøer, der lægger dem i klumper. Desuden er tudser udenfor yngletiden generelt langt mindre knyttet til vand end frøer.

## Arter
Der findes globalt omkring 500 forskellige arter af tudser. I Danmark findes tre arter:
- Strandtudse (Epidalea calamita)
- Grønbroget tudse (Bufotes variabilis)
- Skrubtudse (Bufo bufo)

Andre kendte arter er:
- Agatudse (Rhinella marina) (amerikansk art, men også indført andre steder)
- Sortpigget tudse (Duttaphrynus melanostictus) (asiatisk art, men også indført andre steder)